# Frullania involuta
Frullania involuta là một loài Rêu trong họ Jubulaceae. Loài này được Hampe ex Steph. mô tả khoa học đầu tiên năm 1911.